# Felix Mach
Felix Mach (* 21. November 1868 in Tilsit, Ostpreußen; † 4. November 1940 in Durlach bei Karlsruhe) war ein deutscher Agrikulturchemiker.

## Leben
Felix Mach, Sohn eines Kaufmanns, studierte ab 1887 an der Albertus-Universität Königsberg Naturwissenschaften, insbesondere Agrochemie. 1887 wurde er im Corps Littuania aktiv. Er beendete sein Studium an der Friedrich-Wilhelms-Universität Berlin, die ihn 1892 zum Dr. phil. promovierte. In den folgenden Jahren arbeitete er als Assistent und  Abteilungsvorsteher an verschiedenen landwirtschaftlichen Versuchsstationen. Von 1908 bis 1934 leitete er die Staatliche  Landwirtschaftliche Versuchsanstalt Augustenberg in Karlsruhe-Durlach, seit 1913 als Professor, seit 1924 auch als Direktor. Als stellvertretender Vorsitzender des Verbandes  Landwirtschaftlicher Versuchsstationen und Vorsitzender eines Futtermittelausschusses leistete er wichtige Beiträge zur Schaffung des Futtermittelgesetzes von 1927. Zu seinen besonderen Verdiensten gehört die Herausgabe der Jahresberichte der Agrikulturchemie für den Zeitraum von 1914 bis 1934.